# 41 d'Àries
41 d'Àries (41 Arietis) és una estrella de la constel·lació d'Àries. Tradicionalment és anomenada també Bharani, un nom a causa del signe astrològic hindú. No té una lletra grega a la designació de Bayer, a causa del fet que aquesta estrella en els primers temps formava part de l'antiga constel·lació Musca Borealis, però a vegades és designada com a c Arietis.
41 d'Àries és de la classe espectral B8Vn, i és de la magnitud aparent +3,61. Està a 160 anys llum de la Terra.